# Rain on Your Parade
"Rain on Your Parade" é uma canção da cantora Duffy. Foi escolhida para ser o primeiro single da Deluxe Edition do álbum Rockferry.

## Videoclipe
O clipe foi gravado em Londres com a diretora Sophie Muller e estreou em 17 de Outubro de 2008 no YouTube.
No clipe, Duffy está em um fundo preto que muda para branco. Nele há pessoas tocando violinos e dançarinos ao redor da cantora, enquanto ela fica no centro.
No dia 14 de Outubro de 2008, o vídeo estreou no iTunes britânico.

## Faixas
CD single (Reino Unido)
1. "Rain on Your Parade"
2. "Syrup & Honey"

7" single (Reino Unido)
1. "Rain on Your Parade"
2. "Smoke Without Fire"

EP Digital (Austrália)
1. "Rain on Your Parade" (Duffy, Steve Booker)
2. "Syrup & Honey"
3. "Smoke Without Fire"
4. "Big Flame" (Richard J. Parfitt)

Maxi Single (Alemanha)
1. "Rain on Your Parade" (Duffy, Steve Booker)
2. "Syrup & Honey"
3. "Smoke Without Fire"
4. "Big Flame" (Richard J. Parfitt)
5. "Rain on Your Parade Video"

Single no iTunes
1. "Rain on Your Parade"

## Desempenhos nas Paradas
| Paradas (2008/2009)               | Melhor posição |
| --------------------------------- | -------------- |
| Alemanha - Parada de Singles      | 39             |
| Áustria - Parada de Singles       | 49             |
| Bélgica - Parada de Singles       | 27             |
| Espanha - Los 40                  | 15             |
| Irlanda - Parada de Singles       | 50             |
| Itália - Parada de Singles        | 10             |
| Noruega - Parada de Singles       | 17             |
| Países Baixos - Parada de Singles | 31             |
| Reino Unido - UK Singles Chart    | 15             |
| Chéquia - Parada de Singles       | 40             |
| Suécia - Parada de Singles        | 32             |
| Suíça - Parada de Singles         | 49             |

## Histórico de Lançamento
| Ano  | Região         | Data           | Formato                     |
| ---- | -------------- | -------------- | --------------------------- |
| 2008 | Reino Unido    | 9 de Novembro  | Download Digital            |
| 2008 | Reino Unido    | 17 de Novembro | CD Single, 7"               |
| 2008 | Estados Unidos | 1 de Dezembro  | Download Digital, CD single |
| 2008 | Alemanha       | 5 de Dezembro  | Download Digital, CD single |